# Route européenne 231
Pour les articles homonymes, voir E231 (homonymie) et Route 231.
La route européenne 231 est une route reliant Amsterdam à Amersfoort.